# Oliver Larsen
Oliver Kirk Larsen (født 12. november 1991) er en dansk fodboldspiller, der spiller i den norske klub SK Vard Haugesund.